# Nathan McLeod
Nathan McLeod (nacido el 22 de noviembre de 1993 en Alberta, Canadá) es un actor canadiense. Interpretó a Gabe Foster en la serie de YTV Life with Boys.

## Biografía
Nathan McLeod creció con la música a su alrededor en la pequeña ciudad de Airdrie, Alberta. Desde el Karaoke con la familia al Teatro Comunitario, era evidente que le encantaba actuar. A la edad de 9 años se mudó a Toronto y se dio cuenta de que sus sueños estaban más cerca. Desde que la película Spy Kids fue estrenada, el joven Nathan se determinó que era un "Spy Kids". Mudarse a Toronto le dio las oportunidades que quería para ser capaz de iniciar una carrera como actor. Rápidamente aprendió que tomaría un poco de trabajo duro para llegar a donde quería estar y, al hacerlo, se enteró de su amor por todos los aspectos de las artes.
En los siguientes 8 años Nathan ya había reservado más de una docena de comerciales, teniendo como ventaja participar en series y obteniendo papeles como invitado especial en varios programas de televisión y películas, protagonizó más de 8 musicales, realizando funciones para toda el área metropolitana de Toronto y ha escrito una docenas de canciones a través de todo.
La educación siempre ha sido importante para Nathan porque él sabía que iba a ser el siguiente paso en el logro de sus objetivos. Estudió en Etobicoke School of the Arts, Stage It Arts, Linda Fletcher Vocal Studio, Lewis Baumander Acting Studio, The Royal Conservatory of Music y muchas otras instituciones han educado a Nathan en cada aspecto de ser una verdadera triple amenaza.

## Filmografía
| Año       | Título                      | Personaje               | Notas |
| --------- | --------------------------- | ----------------------- | --- |
| 2007      | Super Why!                  | El Lobo (Voz)           | "The Boy Who Cried Wolf" (Temporada 1, episodio 7)                                                           |
| 2008      | The Good Witch              | Michael                 | Película para televisión                                                                                     |
| 2009      | The Latest Buzz             | Chico Guapo             | "The Love Me, Love Me Not Issue" (Temporada 3, episodio 3) "The Switcheroo Issue" (Temporada 3, episodio 21) |
| 2010      | At Risk                     | Jessie Huber (a los 16) | Película para televisión (no acreditado)                                                                     |
| 2011      | Breakout Kings              | Hermano de Haley        | "Fun with Chemistry" (Temporada 1, episodio 7) 17 Apr. 2011                                                  |
| 2011      | Really Me                   | Trent                   | "Save the Date!" (Temporada 1, episodio 8)                                                                   |
| 2011-2013 | Life with Boys              | Gabe Foster             | Rol principal                                                                                                |
| 2012      | DrugsNot4Me: Pick Your Path | Steve                   | Cortometraje                                                                                                 |
| 2013      | Kid's Town                  | Kellem Greggory         | 2 episodios                                                                                                  |